# Friedrich Dott
Friedrich Dott (* 24. Februar 1889 in Gudensberg; † 28. Januar 1969 ebenda) war ein Bankkaufmann und Heimatkundler, der mit zahlreichen Arbeiten zur Geschichte seiner nordhessischen Vaterstadt bekannt wurde.

## Leben
Dotts Eltern waren der Kaufmann Julius Dott und dessen Ehefrau Ottilie, geb. Grießel (1891–1989). Er besuchte von 1895 bis 1899 die örtliche Volksschule und wechselte danach bis 1902 auf die höhere Privatschule, die sogenannte Lateinschule, am Grabenweg. Von 1902 bis 1906 vollendete er seine schulische Ausbildung an der Realschule in Nieder-Wildungen. Es folgte eine Lehre im Bankwesen beim Bankhaus L. Pfeiffer in Kassel, die er 1909 abschloss. Ab 1909 arbeitete er als Bankkaufmann in dieser Firma, die ihn 1914 zum Leiter ihrer Depositenkasse (Zweigstelle) in Bad Wildungen ernannte. Er siedelte dorthin um und heiratete 1917 Elise, Tochter des Schriftstellers Heinrich Bandlow aus Greifswald. 1921 wurde er Prokurist der Pfeifferschen Bank und zog wieder nach Kassel. Von 1922 bis 1924 leitete er die Zweigstelle der Bank in Wilhelmshöhe und von 1929 bis 1932 die Kunden-Kredit GmbH in Kassel, deren Liquidation er 1932 auf Grund der Weltwirtschaftskrise abwickeln musste.
Daraufhin zog er 1932 mit seiner Familie – das einzige Kind des Paares, der Sohn Reinhard, war 1925 geboren – zurück nach Gudensberg, wo er eine Anstellung als Buchhalter in einer Firma fand, in der sein Schwager Miteigentümer war. 1943 wurde er als Verwaltungsangestellter bei der Luftwaffe zwangsverpflichtet und diente bis Kriegsende bei der Luftwaffen-Haupt-Munitionsanstalt 1/XI in Hambühren, wo Zwangsarbeiter und Häftlinge des KZ-Außenlagers Hambühren arbeiteten. Im September 1945 kehrte er nach Gudensberg zurück, wo er 1946 in den Vorstand der dortigen Volksbank berufen wurde. Dott ging 1958 in den Ruhestand.
Dott befasste sich in seiner Freizeit intensiv mit der Geschichte seiner Heimatstadt und deren engeren und weiteren Umgebung und verfasste dazu mehr als 130 Aufsätze, die mehrheitlich in regionalen und überregionalen Zeitungen und Fachzeitschriften veröffentlicht wurden. Auch als Heimatdichter machte er sich einen Namen. Anlässlich seines 75. Geburtstages übergab er der Stadt Gudensberg eine Sammlung seiner Arbeiten, und im Jahre 1986 erschien das von ihm und seinem Sohn herausgegebene Buch Gudensberg. Geschichte und Geschichten aus einer nordhessischen Kleinstadt, mit etwa einem Drittel seiner Arbeiten. Wie Jürgen Preuß in seinem Beitrag zum 125. Jubiläum des Vereins der Gudensberger Heimatfreunde schrieb, stellt das schriftstellerische Lebenswerk Friedrich Dotts neben der 1922 von Hugo Brunner veröffentlichten Geschichte Gudensbergs die umfangreichste Sammlung populären historischen Wissens über seine Heimatstadt dar.
Dott starb am 28. Januar 1969 und wurde drei Tage später auf dem Gudensberger Friedhof beigesetzt. 40 Jahre später, am 22. Oktober 2009, ehrte ihn die Stadt mit der Enthüllung einer an ihn erinnernden, vom Verein der Gudensberger Heimatfreunde gestifteten Bronzetafel in der Untergasse, Ecke Kleine Rosenstraße, an der Stelle, die schon lange als „Dotts Winkel“ bezeichnet wird.